# 전소민
전소민(한국 한자: 全昭旻,, 1986년 4월 7일 ~ )은 대한민국의 배우이자 방송인이다. MBC 드라마 미라클로 데뷔했고 MBC의 일일 연속극 오로라 공주에서 주인공을 맡아 인기를 얻었으며 MBC 연기대상에서 여자 신인상을 수상하여 대중의 주목을 받았다. 런닝맨과 식스센스에서 멤버로 활약했다.

## 생애
- 2004년에 MBC의 시트콤인 《미라클》을 통해 연기 활동을 시작
- 2006년에 봉만대 감독의 영화 《신데렐라》를 통해 영화계에 입문
- 2013년에 MBC의 일일연속극인 《오로라 공주》에서 주인공을 맡아 신인상 수상[4]
- 2017년에 SBS 《런닝맨》에 고정 멤버로 합류[5], 2023년 11월 12일 하차[6]

## 학력
- 능곡초등학교 (졸업)
- 능곡중학교 (졸업)
- 능곡고등학교 (졸업)
- 동덕여자대학교 방송연예과 (졸업)

## 어린 시절과 인사
경기도 고양군 지도읍 토당리 능곡지구(현재의 고양시 덕양구 토당동)에서 태어났다. 능곡초등학교, 능곡중학교, 능곡고등학교를 거쳐 동덕여자대학교 방송연예학과에 05학번으로 입학한 후 졸업했다.
2013년에 윤현민과 열애설이 터진 후 인정하고 2015년에 결별했다. 이때 윤현민은 백진희와 연애 중이었다. 2015년에는 윤현민과 전소민이 함께 홍보대사가 되기도 했다. 결별 이야기는 윤현민의 연기대상에서 수상소감을 말할 때 전소민을 단 한번도 언급하지 않아 논란이 된 후 결별을 인정했다.
2017년 4월 16일 양세찬과 함께 SBS 런닝맨에 합류하였다.
2018년 전소민의 안티팬들과 해외 런닝맨 팬들이 전소민의 SBS연예대상 최우수상 수상소감 유튜브 영상에 싫어요를 많이 눌러 그 영상은 비공개 되었다가 복구되었다.
2020년 전소민은 과로로 촬영 중 병원에 가서 진료를 받고 약 두 달 뒤 회복해 돌아왔다. 이에 네티즌들은 해외7012 팬들의 악플도 과로 이유에 포함되어 있을 것이라고 추측했다. 그들은 인스타그램 댓글과 DM으로 전소민과 동생에게 온갖 욕과 비난들을 보냈었다. 전소민의 팬들은 악플러들에게 '전소민도 사람이다' 등으로 반박하고 전소민에게 여러 응원 메세지를 보냈다.
현장토크쇼 TAXI에 출연해서 한 말에 따르면 굉장히 속상했던 일을 겪었다. 전소민이 예전에 단막극을 촬영할 때 감독의 입이 굉장히 거칠었고, NG를 낼 때마다 머리를 세게 맞았다. 계속 맞게 되자 그게 싫었던지 NG가 날 것 같을 때 마다 스스로 대가리를 때리는 일종의 자학을 했는데, 처음엔 감독이 별 말 없다가 나중엔 전소민의 의도를 눈치챘는지 이전보다 더 세게 때렸다.

## 출연 작품

### 드라마
| 연도 | 방송사          | 제목                                     | 역할              | 비고      |
| ---- | --------------- | ---------------------------------------- | ----------------- | --------- |
| 2004 | MBC             | 미라클                                   | 전지현            | 12부작    |
| 2004 | MBC             | 아버지의 바다                            |                   | 2부작     |
| 2007 | KBS1            | 산 너머 남촌에는 1                       |                   | 211부작   |
| 2008 | KBS2            | 아빠 셋 엄마 하나                        | 남종희            | 16부작    |
| 2008 | MBC             | 에덴의 동쪽                              | 이기순            | 56부작    |
| 2010 | tvN             | 조선X파일 기찰비록                       | 최의신            | 12부작    |
| 2010 | KBS2            | 사랑하길 잘했어                          | 이영화            | 162부작   |
| 2010 | KBS2            | 정글피쉬 2                               |                   | 8부작     |
| 2011 | MBC             | 로열 패밀리                              | 서순애 젊은 시절  | 18부작    |
| 2011 | KBS2            | 동안미녀                                 | 이진희            | 20부작    |
| 2011 | KBS2            | KBS 드라마 스페셜 - 영덕 우먼스 씨름단   | 연희              | 1부작     |
| 2011 | KBS1            | KBS TV 문학관 - 광염 소나타              | 남정연            | 1부작     |
| 2011 | JTBC            | 인수대비                                 | 장녹수            | 60부작    |
| 2013 | MBC             | 오로라 공주                              | 오로라            | 150부작   |
| 2014 | MBC             | 엄마의 정원                              | 백송이            | 특별 출연 |
| 2014 | SBS             | 끝없는 사랑                              | 김세경            | 37부작    |
| 2014 | JTBC            | 하녀들                                   | 단지              | 20부작    |
| 2015 | SBS             | 심야식당                                 | 혜진              | 20부작    |
| 2015 | MBC             | 내일도 승리                              | 한승리            | 130부작   |
| 2016 | tvN             | 혼술남녀                                 | 진정석의 소개팅녀 | 특별 출연 |
| 2016 | 드라맥스        | 1%의 어떤 것                             | 김다현            | 16부작    |
| 2017 | OCN             | 애타는 로맨스                            | 클럽녀            | 특별 출연 |
| 2017 | tvN             | 하백의 신부 2017                         | 환자              | 특별 출연 |
| 2017 | 드라맥스 & UMAX | 싱글와이프                               | MC                | 특별 출연 |
| 2018 | tvN             | 크로스                                   | 고지인            | 16부작    |
| 2018 | KBS2            | KBS 드라마 스페셜 - 나의 흑역사 오답노트 | 도도혜            | 1부작     |
| 2018 | tvN             | 톱스타 유백이                            | 오강순            | 11부작    |
| 2019 | KBS2            | 생일편지                                 | 김재연            | 2부작     |
| 2019 | tvn             | 드라마 스테이지 - 빅데이터 연애          | 안빛나            | 1부작     |
| 2021 | V LIVE          | 그래서 나는 안티팬과 결혼했다            | 김다현            | 특별출연  |
| 2021 | KBS2            | KBS 드라마 스페셜 (2021 TV시네마) - 희수 | 황주은            | 1부작     |
| 2021 | 채널A           | 쇼윈도: 여왕의 집                        | 윤미라            | 16부작    |
| 2022 | JTBC            | 클리닝 업                                | 안인경            | 16부작    |
| 2023 | 지니 TV         | 딜리버리 맨!                             | 자유로 귀신       | 12부작    |
| 2024 | MBN             | 괴리와 냉소                              | 오괴리            | 2부작     |
| 2024 | KBS Joy         | 오늘도 지송합니다                        | 지송이            | 12부작    |

### 영화
| 연도 | 제목                                 | 역할     | 비고     |
| ---- | ------------------------------------ | -------- | -------- |
| 2006 | 신데렐라                             | 혜원     |          |
| 2011 | 헬프 미                              |          |          |
| 2012 | 러브콜                               | 수아     |          |
| 2013 | 썬크림                               | 홍민지   |          |
| 2019 | 두번할까요                           | 소개팅녀 | 우정출연 |
| 2020 | 나의 이름                            | 서리애   |          |
| 2022 | 이공삼칠                             | 장미     |          |
| 2024 | 열여덟 청춘                          | 희주     |          |
| 2025 | 베란다                               | 정하연   |          |
| 2025 | 온리 갓 노우즈 에브리띵              | 백수연   |          |
| 미정 | 아메바 소녀들과 학교괴담: 개교기념일 |          | 우정출연 |

## 연기 외 활동

### 텔레비전 프로그램
| 연도            | 날짜                         | 방송사     | 제목                    | 역할      | 비고                         |
| --------------- | ---------------------------- | ---------- | ----------------------- | --------- | ---------------------------- |
| 2013            | 11월 23일 ~ 11월 30일        | KBS2       | 슈퍼독                  | 게스트    | 5-6회                        |
| 2013            | 12월 29일                    | KBS2       | 개그콘서트              | 게스트    | 729회                        |
| 2014            | 1월 19일                     | KBS2       | 비타민                  | 게스트    | 522회                        |
| 2014            | 10월 2일                     | KBS2       | 해피투게더 시즌 3       | 게스트    | 366회                        |
| 2014            | 10월 24일                    | JTBC       | 마녀사냥                | 게스트    | 63회                         |
| 2014            | 11월 22일                    | KBSW       | 시청률의 제왕           | 게스트    | 218회                        |
| 2014            | 11월 26일                    | 온스타일   | 겟 잇 뷰티 시즌 7       | 게스트    | 33회                         |
| 2014            | 12월 6일                     | MBC        | 세바퀴                  | 게스트    | 275회                        |
| 2014            | 12월 7일                     | SBS        | 런닝맨                  | 게스트    | 224회                        |
| 2014            | 12월 8일                     | KSTAR      | 식신로드                | 게스트    | 168회                        |
| 2015            | 5월 25일                     | tvN        | 현장토크쇼 택시         | 게스트    | 381회                        |
| 2015            | 7월 1일                      | MBC        | 황금어장 라디오스타     | 게스트    | 434회                        |
| 2016            | 6월 2일                      | MBC        | 능력자들                | 게스트    | 28회                         |
| 2016            | 6월 9일                      | KBS2       | 해피투게더 시즌 3       | 게스트    | 452회                        |
| 2016            | 6월 11일                     | JTBC       | 아는 형님               | 게스트    | 28회                         |
| 2016            | 6월 13일                     | SBS        | 동상이몽, 괜찮아 괜찮아 | 게스트    | 57회                         |
| 2016            | 10월 25일                    | OLIVE      | 8시에 만나              | 게스트    | 6회                          |
| 2016            | 10월 27일 ~ 11월 3일         | tvN        | 내 귀에 캔디            | 게스트    | 10회 ~ 11회                  |
| 2016            | 11월 2일                     | 온스타일   | 겟 잇 뷰티 시즌 9       | 게스트    | 36회                         |
| 2017            | 2월 10일 ~ 2월 17일          | sky Travel | 나 혼자 간다            | 게스트    | 3회 ~ 4회, 여배우 특집 편    |
| 2017            | 3월 26일                     | SBS        | 런닝맨                  | 게스트    | 343회                        |
| 2017            | 4월 3일                      | OLIVE      | 요상한 식당             | 게스트    | 4회                          |
| 2017            | 4월 14일 ~ 5월 12일          | MBC        | 발칙한 동거 - 빈방 있음 | 고정 출연 | 1회 ~ 4회                    |
| 2017            | 4월 19일                     | tvN        | 수요미식회              | 게스트    | 114회                        |
| 2017            | 6월 10일 ~ 6월 24일          | SBS Plus   | 떠나요 둘이서           | 게스트    | 4회 ~ 6회                    |
| 2017년 ~ 2023년 | 4월 16일 ~ 11월 12일         | SBS        | 런닝맨                  | 고정 출연 | 346회 ~ 497회, 505회 ~ 679회 |
| 2018            | 2월 1일                      | tvN        | 인생술집                | 게스트    | 56회                         |
| 2018            | 11월 10일                    | tvN        | 놀라운 토요일           | 게스트    | 32회                         |
| 2019            | 2월 15일 ~ 2월 22일          | SBS        | 미추리 시즌2            | 게스트    | 1 ~ 2회                      |
| 2019            | 2월 28일                     | KBS2       | 해피투게더 시즌 4       | 게스트    | 21회                         |
| 2020            | 9월 3일 ~ 10월 29일          | tvN        | 식스센스 시즌1, 시즌2   | 고정 출연 |                              |
| 2021            | 6월 25일 ~ 9월 24일          | tvN        | 식스센스 시즌1, 시즌2   | 고정 출연 |                              |
| 2021            | 10월 19일                    | KBS2       | 옥탑방의 문제아들       | 게스트    | 150회                        |
| 2022            | 5월 6일 ~ 5월 13일, 5월 27일 | tvN        | 식스센스 시즌3          | 게스트    | 8회 ~ 9회, 11회              |
| 2022            | 10월 6일                     | K•star     | 파하하                  | 게스트    | 3회                          |
| 2022            | 12월 15일 ~ 2023년 2월 23일  | tvN        | 스킵 시즌1              | 공동 진행 |                              |
| 2024            | 12월 24일                    | KBSjoy     | 연애의 참견             | 게스트    | 255회                        |
| 2025            | 1월 19일                     | SBS        | 런닝맨                  | 게스트    | 735회                        |
| 2025            | 3월 27일                     | tvN        | 식스센스: 시티투어      | 게스트    | 6회                          |
| 2025            | 4월 8일 ~ 4월 29일           | MBC every1 | 위대한 가이드2          | 게스트    | 1회 ~ 4회                    |
| 2025            | 5월 11일                     | TV CHOSUN  | 식객 허영만의 백반기행  | 게스트    | 295회                        |

### 웹예능
| 연도 | 날짜             | 방송사 | 제목   | 역할   | 비고 |
| ---- | ---------------- | ------ | ------ | ------ | ---- |
| 2023 | 5월 4일, 5월 8일 | 유튜브 | 핑계고 | 게스트 | 13회 |

### 라디오
| 연도 | 날짜      | 방송사     | 제목                         | 역할      | 비고 |
| ---- | --------- | ---------- | ---------------------------- | --------- | ---- |
| 2013 | 12월 22일 | SBS 파워FM | 영스트리트                   | 게스트    |      |
| 2017 | 7월 11일  | MBC FM4U   | 두시의 데이트                | 게스트    |      |
| 2019 | 2월 13일  | SBS 파워FM | 두시탈출 컬투쇼              | 스페셜 DJ |      |
| 2020 | 1월 7일   | KBS 쿨FM   | 볼륨을 높여요                | 게스트    |      |
| 2020 | 3월 7일   | KBS 쿨FM   | 볼륨을 높여요                | 게스트    |      |
| 2020 | 3월 14일  | KBS 쿨FM   | 볼륨을 높여요                | 게스트    |      |
| 2020 | 3월 21일  | KBS 쿨FM   | 볼륨을 높여요                | 게스트    |      |
| 2020 | 3월 28일  | KBS 쿨FM   | 볼륨을 높여요                | 게스트    |      |
| 2020 | 4월 4일   | KBS 쿨FM   | 볼륨을 높여요                | 게스트    |      |
| 2020 | 10월 9일  | SBS파워FM  | 최화정의 파워타임            | 게스트    |      |
| 2020 | 12월 21일 | tvN        | 즐거움보이는라디오X식스센스  |           |      |
| 2021 | 10월 22일 | KBS 쿨FM   | 사랑하기 좋은날 이금희입니다 | 게스트    |      |

### 뮤직 비디오
| 연도   | 가수        | 노래                  | 비고 |
| ------ | ----------- | --------------------- | ---- |
| 2004년 | 거북이      | 얼마나                |      |
| 2011년 | 김재승      | 나만 바보죠           |      |
| 2011년 | 노 리플라이 | 바라만 봐도 좋은데    |      |
| 2012년 | 주석        | Sun & Star            |      |
| 2013년 | 박정현      | 아틀란티스 소녀       |      |
| 2021년 | 소란        | 있어주면 (Be with me) |      |

### 광고
| 연도      | 기업명            | 제품명                                      | 종류                    | 공동 출연      |
| --------- | ----------------- | ------------------------------------------- | ----------------------- | -------------- |
| 2003      | SK텔레콤          | 스피드011                                   | 통신사                  |                |
| 2004      |                   | LG텔레콤                                    | 통신사                  | 배용준         |
| 2005      | 롯데제과          | 알로에                                      | 아이스크림              |                |
| 2006      | KT                | KTF 월드폰뷰                                | 통신사                  |                |
| 2007      | MBC, SK           | DMB drive                                   | 캠페인                  |                |
| 2007      | 유니클로 코리아   | 유니클로                                    | 의류                    |                |
| 2010      | SK플래닛          | OK캐쉬백                                    | 마일리지 서비스         |                |
| 2010      | 러블리하트 코리아 | 러블리하트                                  | 가방, 악세사리          |                |
| 2010      | 미스터피자        | 피자                                        | 식품                    |                |
| 2010      | 카시오            | 카시오 전자수첩                             |                         |                |
| 2010      | 아사히 맥주       | 아사히                                      |                         |                |
| 2010      | 동아제약          | 가그린                                      | 구강청결제              |                |
| 2011      | 소셜VIP           |                                             | 소셜커머스              |                |
| 2011      | NH 생명화재       | NH 생명화재 행복자산플랜                    | 보험                    |                |
| 2011      | 엘리시안강촌      | 엘리시안강촌리조트                          | 스키장                  |                |
| 2011      | 네이버북스        | 네이버 마일리즈                             |                         |                |
| 2012      | 애경              | 루나                                        | 화장품                  |                |
| 2013~2014 | (주)연승어패럴    | 탑걸                                        | 여성 의류               |                |
| 2015      | (주)KCC           | KCC 홈씨씨 인테리어                         | 인테리어 전문브랜드     | 고창석         |
| 2017      | (주)비알코리아    | 배스킨라빈스31 : 크리스마스니까 욕심내자 편 | 아이스크림 프랜이차이즈 | 손현주, 안재홍 |
| 2017      | 겟부티            | 미구하라                                    | 화장품                  |                |
| 2017~2018 | 푸드시스템(주)    | 맛나감자탕                                  | 외식전문 프랜차이즈     |                |
| 2017~2018 | KB손해보험        | KB손해보험 다이렉트                         | 자동차보험              | 김연아         |
| 2018      | 현대약품          | 미에로 화이바                               | 식이섬유음료            |                |
| 2018      | 칭타오            | 칭타오맥주                                  |                         |                |
| 2018      | 넥슨게임즈        | 서든어택                                    |                         |                |
| 2020      | GS25              | GS25 편의점택배                             | 편의점택배              | 양세찬         |
| 2022      | 동국재약          | 복합 마데카솔 연고                          | 연고                    | 송지효         |
| 2022      | 코웰패션          | 띵크 언더웨어                               | 의류                    |                |
| 2022      | 데일리원          | 람노서스 이브                               | 건강보조식품            |                |

### 도서
| 출간 연도 | 분야      | 제목                    | 출판사 |
| --------- | --------- | ----------------------- | ------ |
| 2020      | 시/에세이 | 술 먹고 전화해도 되는데 | 부크럼 |

### 공연
| 연도 | 분류          | 제목          | 비고 |
| ---- | ------------- | ------------- | ---- |
| 2021 | 온라인 콘서트 | 런닝맨 팬미팅 |      |

## 홍보 대사
- 2010년 리사이클 유어 바이시클 홍보대사
- 2011년 지구의 날 홍보대사
- 2013년 제5회 기후변화주간 환경부 홍보대사
- 2014년 제6회 기후변화주간 환경부 홍보대사
- 2014년 보령머드축제 홍보대사
- 2015년 순천만동물영화제 홍보대사
- 2016년 4대 사회악 근절 홍보대사
- 2019년 이통사와 함께하는 개인정보 켐페인 홍보대사

## 수상 및 후보
| 연도 | 시상식                            | 부문                        | 작품                                     | 결과 |
| ---- | --------------------------------- | --------------------------- | ---------------------------------------- | ---- |
| 2013 | MBC 연기대상                      | 여자 신인연기상             | 오로라 공주                              | 수상 |
| 2014 | 제9회 아시아 모델 페스티벌 어워즈 | 드라마스타상                | 빈칸                                     | 수상 |
| 2014 | 제7회 코리아 드라마 어워즈        | 여자 우수연기상             | 오로라 공주                              | 후보 |
| 2016 | MBC 연기대상                      | 연속극부문 여자 우수연기상  | 내일도 승리                              | 후보 |
| 2017 | SBS 연예대상                      | 버라이어티부문 여자 신인상  | 런닝맨                                   | 수상 |
| 2017 | SBS 연예대상                      | 베스트 커플상 (With 이광수) | 런닝맨                                   | 수상 |
| 2018 | 2019 대한민국 퍼스트브랜드 대상   | 여자CF모델 부문             | 빈칸                                     | 수상 |
| 2018 | SBS 연예대상                      | 최우수상 (버라이어티 부문)  | 런닝맨                                   | 수상 |
| 2018 | KBS 연기대상                      | 여자 연작·단막극상          | KBS 드라마 스페셜 - 나의 흑역사 오답노트 | 후보 |
| 2020 | SBS 연예대상                      | 골든콘텐츠상                | 런닝맨                                   | 수상 |
| 2021 | 2021 대한민국 퍼스트브랜드 대상   | 멀티테이너부문              | 빈칸                                     | 수상 |
| 2021 | KBS 연기대상                      | 드라마스페셜 TV시네마상     | KBS 드라마 스페셜 - 희수                 | 수상 |
| 2022 | 제17회 서울 드라마 어워즈         | 여자연기자상                | KBS 드라마 스페셜 - 희수                 | 수상 |
| 2022 | 제13회 코리아드라마어워즈         | 여자 우수연기상             | 쇼윈도: 여왕의 집                        | 수상 |

## 같이 보기
- 유재석
- 김종국
- 지석진
- 하하
- 송지효
- 이광수
- 허준
- 양세찬
- 오나라
- 유호린